# 江店孜镇
江店孜镇，是中华人民共和国安徽省阜阳市颍上县下辖的一个乡镇级行政单位。

## 行政区划
江店孜镇下辖以下地区：
后坝社区、蒋郢村、双集村、姜岳村、幸福村、农科村、杨庄村、下门村、关路陈村和李庙村。